# 事故歷史展示館
事故歷史博物館（日语：事故の歴史展示館），是一座以鐵路事故為主題的博物館，由東日本旅客鐵道（JR東日本）於2002年11月1日在福島縣白河市的JR東日本綜合培訓中心開幕。2018年10月擴建後，將日本鐵路自1872年通車後發生的34起案件分為9類，並顯示了相關材料和實際損壞的車輛。
博物館雖由JR東日本設立，但除了該公司本身的事故，也展示國鐵時期及日本其他鐵路業者的重大事故。由於博物館內的列車仍然有血跡，為免勾起事故倖存者和罹難者親屬的回憶，所以本館只開放給內部員工，希望員工謹記教訓，尚未計劃對外開放。

## 展示事例
- 撞擊、出軌
  - 冒進號誌
    - 三河島事故（1962年5月3日）
    - 平野站列車出軌事故（日语：日本の鉄道事故 (1950年から1999年)#関西線平野駅列車脱線転覆事故）（1973年12月26日）
    - 東中野站列車追撞事故（日语：東中野駅列車追突事故）（1988年12月5日）
    - 來宮站列車撞擊事故（日语：日本の鉄道事故 (1950年から1999年)#東海道線来宮駅構内列車衝突事故）（1992年6月28日）
    - 大月站列車撞擊事故（日语：大月駅列車衝突事故）（1997年10月12日）

  - 保線作業
    - 磯原 - 大津港間列車出軌事故（日语：日本の鉄道事故 (1950年から1999年)#常磐線磯原 - 大津港間列車脱線事故）（1989年10月24日）
    - 瀧澤站列車出軌撞擊事故（日语：日本の鉄道事故 (1950年から1999年)#滝沢駅列車脱線衝突事故）（1994年12月7日）
    - 京濱東北線出軌事故（2014年2月23日）

  - 閉塞處理
    - 信樂高原鐵道列車撞擊事故（日语：信楽高原鐵道列車衝突事故）（1991年5月14日）

  - 複合出軌事故
    - 營團地下鐵日比谷線事故（2000年3月8日）
    - JR福知山線出軌事故（2005年4月25日）

  - 號誌
    - 赤羽站列車出軌事故（1973年6月19日）
    - 仙台電車區列車出軌事故（日语：日本の鉄道事故_(1950年から1999年)#仙台電車区特急ゆうづる脱線事故）（1990年2月11日）

  - 平交道
    - 友部里道平交道事故（1993年7月8日）
    - 成田線大菅平交道事故（日语：日本の鉄道事故 (1950年から1999年)#成田線大菅踏切事故）（1992年9月14日）

  - 制軔裝置
    - 關東鐵道取手站列車出軌事故（日语：日本の鉄道事故 (1950年から1999年)#関東鉄道常総線列車衝突事故）（1992年6月2日）

  - 災害
    - 六原站列車翻覆事故（1988年8月29日）
    - 余部鉄橋列車墜落事故（1986年12月28日）
    - JR羽越本線出軌事故（2005年12月25日）
    - 東日本大地震常磐線海嘯受災（2011年3月11日）[3]
    - 上越新幹線出軌事故（2004年10月20日）
- 火災
  - 列車火災
    - 櫻木町事故（1951年4月24日）
    - 北陸隧道列車火災事故（日语：北陸トンネル列車火災事故）（1972年11月6日）
    - 阿卡迪亞號列車火災事故（日语：日本の鉄道事故 (1950年から1999年)#サロンエクスプレスアルカディア火災事故）（1988年3月30日）
    - 石勝線列車出軌火災事故（日语：日本の鉄道事故 (2000年以降)#石勝線特急列車脱線火災事故）（2011年5月27日）
- 工安意外
  - 撞擊
    - 水戶站撞擊事故（1993年3月30日）
    - 鹿島台站撞擊事故（1993年6月19日）
    - 青柳站撞擊事故（1998年2月9日）
    - 山手貨物線撞擊事故（日语：山手貨物線作業員触車死亡事故）（1999年2月21日）

  - 觸電
    - 藤田站觸電事故（1997年7月20日）
- 道德
  - 酒駕
    - 西明石站列車出軌事故（日语：西明石駅列車脱線事故）（1984年10月19日）

## 另見
- 铁路安全博物馆（日语：鉄道安全考動館）：西日本旅客鐵道設於該公司員工訓練中心的展覽館，也以鐵道事故為主題，僅JR西日本員工可參觀，未對外開放。
- 安全推廣中心：日本航空設立的展覽館，主要展覽關於日本航空123號班機空難的資料，除日航員工，每日限額接受一般人士預約參觀[5]。